# Парові тарани типу «Бел'єр»

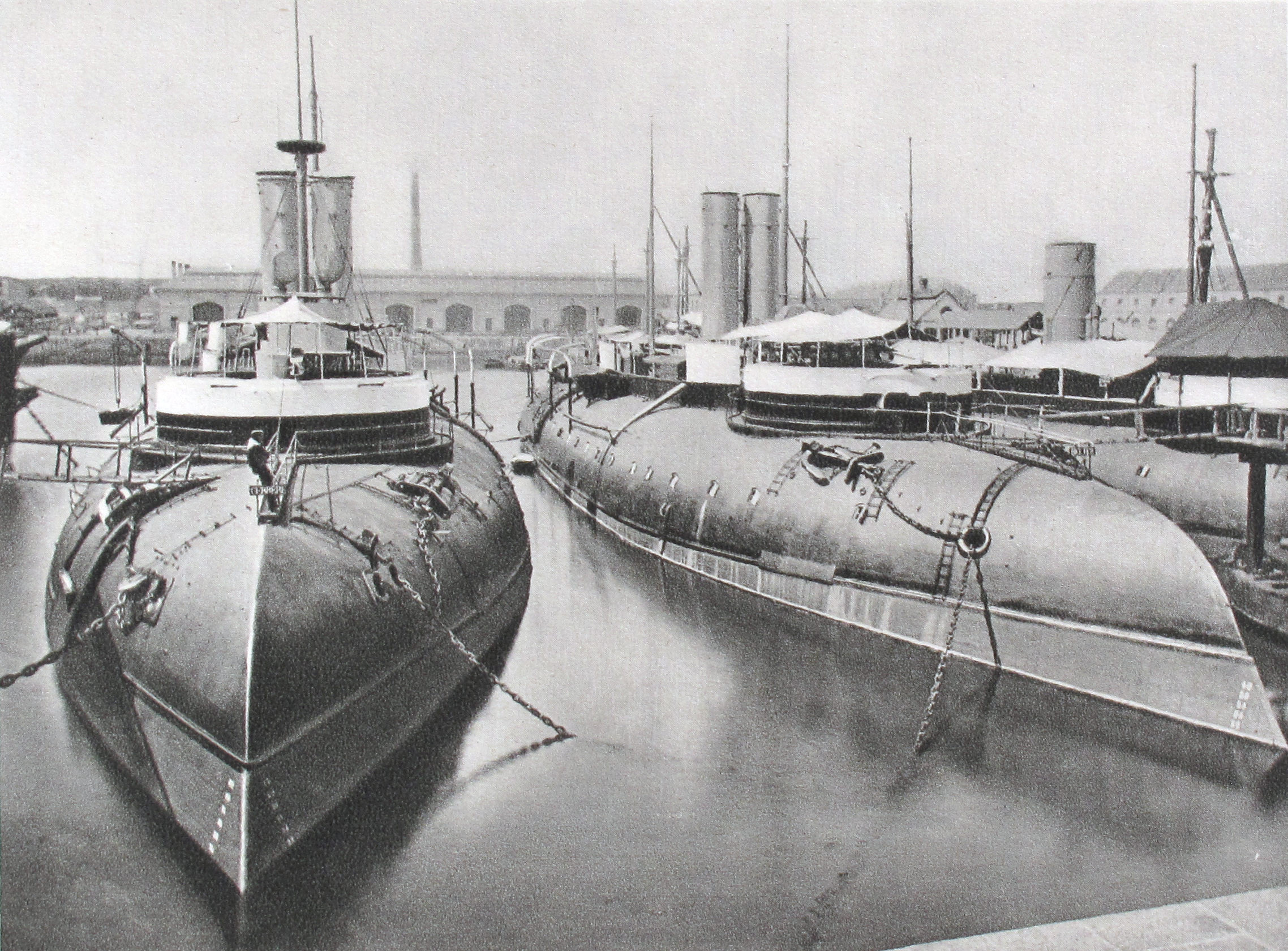
"Bélier" та "Cerbère"

Тип «Бел'єр» (іноді його називають типом "Цербер" ) - це  чотири парових тарани, побудованих для ВМС Франції у 1870-х роках. Призначені для забезпечення берегової оборони, вони рідко залишали  порт приписки під час своєї служби і є останніми кораблями цього класу у Франції.  

## Дизайн
Броня та артилерія першого французького парового тарану Taureau, спроектованого Анрі Дюпуї де Ломом  , виявивилась недостатньою. За покращеним проектом  побудували  тип «Бел'єр», сконструйований з більш товстою бронею вздовж ватерлінії (22 сантиметри)  та розміщенням артилерії у баштах, захищених 18 сантиметровою бронею.  Місток попереднього проекту замінили  захищеним 15 сантиметровою  покриттям . Головним озброєнням були розміщені у башті дві 240 міліметрові гармати. Пізніше озброєння доповнили чотири однофунтові револьверні гармати . 
Водотонажність кораблів становила 2590 тон, а їх максимальна швидкість - 22,9 кілометрів на годину.  Радіус  дії становив  3330 кілометрів. Кораблі мали дві машини, які приводили у рух два незалежні гвинти, що полегшувало маневрування, необхідне для нанесення таранних ударів  . Запас вгілля становив 180 тон, екіпаж складався з 159 осіб 

## Кораблі типу
| Ім'я       | Будівник         | Закладено           | Спуск на воду    | Введення в експлуатацію | Доля                                           |
| ---------- | ---------------- | ------------------- | ---------------- | ----------------------- | ---------------------------------------------- |
| Bélier     | Арсенал Шербуру  | 11 квітня 1865 року | 29 серпня 1870   | червня 1872             | Видалено зі списків флоту 8 липня 1896 р.      |
| Bouledogue | Арсенал Лор'яну  | 5 décembre 1865     | 26 березень 1872 | 1873                    | Видалено зі списків флоту 24 квітня 1896       |
| Cerbère    | Арсенал Бреста   | 14 septembre 1865   | 23 квітень 1868  | Жовтень 1868            | Видалено зі списків флоту 12 листопада 1886 р. |
| Tigre      | Арсенал Рошфорта | 1865                | 9 березень 1871  | Серпень 1874            | Видалено зі списків флоту 13 лютого 1892 р.    |

## Історія служби
Bélier  був озброєний в Шербурі в 1872 році. Він пробув там всю свою кар'єру, під командуванням капітанів (послідовно) Дідо, Курбе, Путьє, Бонамі де Вільмеренілом та Ріо-де-Керпрігентом. Корабель списали 8 липня 1896 року   . 
Bouledogue був озброєний в Лор'яні в 1873 році. Під командуванням капітанів Франке, а потім і Шверера, він став центральним елементом мобільної оборони порту у 1886 оціі. Пізніше кораблем командували  Массенет, а потім Шлюмбергер. Паровий таран списали 24  квітня 1896 року   . 
Cerbère був озброєний у Бресті в 1868 році. За наказом Галібера він прибув до Шербуру в 1870 році. У серпні за наказом Каррада прибка до Гавра. З 1873 року капітаном був Bailloud, Cahagne, а потім  Ріо-де-Керпрігент перед тим, як корабель списали 12 листопада 1886 року   . 
Tigre був озброєний у Рошфорті в 1874 році під командуванням Жуно. Корабель прибув до Бреста і регулярно заходив до Шербуру. Він остаточно списаний 13 лютого 1892 року  . 